# Medaille der nationalen Dankbarkeit für Mütter und Witwen von Gefallenen
Die Medaille der nationalen Dankbarkeit für Mütter und Witwen von Gefallenen war eine Auszeichnung des Königreiches Italien, welche nach dem Ersten Weltkrieg per Dekret 1919 durch König Viktor Emanuel III. gestiftet wurde. Die Verleihung konnte an Mütter und Witwen gefallener italienischer Soldaten erfolgen und wurde auch während des Zweiten Weltkrieges weiter ausgegeben.

## Aussehen und Trageweise
Die runde bronzene Medaille mit einem Durchmesser von 33 mm zeigt auf ihrem Avers zwei über ihrem sterbenden Sohn und Ehemann dargestellte weibliche Personen, von denen die linke für die Witwe mit gefalteten Händen und die rechte für die Mutter steht. Letztere reicht ihrem Kind einen Lorbeerkranz. Der Sterbende selbst wird nackt dargestellt mit aufgesetztem historischen Helm des antiken Roms. Das Revers zeigt die Inschrift Il figlio che ti nacqve dal dolore ti rinasce o beata nella gloria e il vivo erore piena di grazia e teco (Der Sohn, der dir in Schmerzen geboren wurde, wird dir wiedergeboren, oh Gesegnete im Ruhme, und er, im Leben ein Held, ist mit dir, Gnadenvolle).
Getragen wird die Medaille an einem grauen Band, in dessen Mitte die italienischen Nationalfarben grün-weiß-rot eingewebt sind, an der linken oberen Brustseite der Beliehenen. Selbige Medaille ist auch in einer silbernen Ausführung bekannt geworden. Unklar ist hierbei, ob es sich bei diesem Typ um eine Medaille handelt, die an Witwen und Mütter nach dem Ersten Weltkrieg bzw. Zweiten Weltkrieg verliehen wurde, oder ob es eine Steigerung der bronzenen Medaille für Mütter ist, die mehrere Söhne verloren haben.